# 할빈시조선족제2중학교
할빈시조선족제2중학교(哈尔滨市朝鲜族第二中学校)는 중국 하얼빈시에 위치한 학교이다.